# Comuna Kameanka, Novopskov
Kameanka (în ucraineană Кам'янка) este o comună în raionul Novopskov, regiunea Luhansk, Ucraina, formată din satele Kameanka (reședința) și Stepnove.

## Demografie
Componența lingvistică a comunei Kameanka
     Ucraineană (94,49%)
     Rusă (5,39%)
     Alte limbi (0,06%)
Conform recensământului din 2001, majoritatea populației comunei Kameanka era vorbitoare de ucraineană (94,49%), existând în minoritate și vorbitori de rusă (5,39%).